# Acrocercops quinquistrigella
Acrocercops quinquistrigella är en fjärilsart som först beskrevs av Victor Toucey Chambers 1875.  Acrocercops quinquistrigella ingår i släktet Acrocercops och familjen styltmalar. Inga underarter finns listade i Catalogue of Life.